# 羅娜 (香港小姐)
羅娜（葡萄牙語：Laura Arminda Da Costa Roque，1947年—）是一位葡萄牙裔香港人，曾於1965年及1967年兩度參加香港小姐競選，於1965年度香港小姐競選獲得季軍，其後再參加1967年度香港小姐競選並奪得冠軍，她是首位取得港姐季軍後再次參加港姐競選並奪得冠軍的香港小姐佳麗。羅娜其後於1967年7月代表香港參加在美國佛羅里達州邁亞密舉行的1967年度環球小姐選美大賽並取得前15名。

## 首次參加香港小姐
羅娜是具有華人血統的葡萄牙裔香港人。1965年度香港小姐競選由香港青年商會、英國海外航空、星報及安天時洋行聯合主辦，6月12日初賽及6月19日決賽於中環香港希爾頓酒店舉行。羅娜參加這屆港姐競選的佳麗號碼是9號，她在18位初賽佳麗中算是熱門，在決賽雖然躋身五強，但得分不及冠軍杜約克及亞軍趙莉莉，她在1968年度香港小姐競選得季軍。

## 再次參加香港小姐

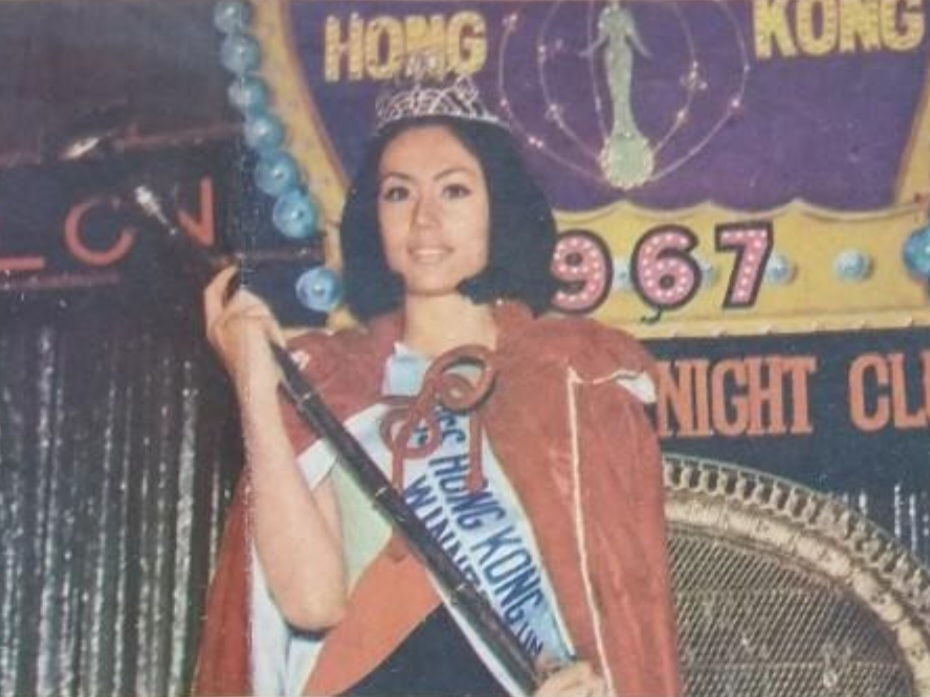
羅娜於1967年4月30日獲加冕為1967年香港小姐冠軍，本圖刊登於1967年5月5日出版的《工商晚報画刊》。

羅娜於1967年初再接再厲參加1967年香港小姐競選，這屆港姐競選由東方選美會主辦，並由帝國酒樓夜總會、露華濃化妝品及芝柏錶行贊助。4月15日初賽及4月29日決賽於尖沙咀帝國酒樓夜總會舉行。參賽號碼4號的羅娜在4月15日的初賽取得11位入圍決賽的資格。芳齡20歲的羅娜在4月29日的決賽，成功以大熱姿態奪得港姐冠軍。

## 參加環球小姐
羅娜當選香港小姐後，按先前的競選安排，她將會由香港小姐大會保薦到美國代表香港出選在7月舉行的1967年度環球小姐選美大賽，她也隨即辦理手續準備出選環球小姐，她的參賽信函由本屆香港小姐競選贊助商芝柏錶行代為遞交到在美國的環球小姐主辦機構。她在準備出選環姐期間曾在香港出席多項公開活動。羅娜於7月初備妥參賽手續準備啟程赴美，她於7月4日下午2時乘坐大會安排的航班前往美國佛羅里達州邁亞密，她的母親和妹妹在啟德機場送行。羅娜於7月15日參加在邁亞密海灘展覽館（Miami Beach Exhibition Hall）舉行的1967年環球小姐選美大賽，在來自世界各地的56位冠軍佳麗中，羅娜代表香港入圍前15名。羅娜於7月31日從美國經日本回到香港。羅娜返回香港後擔任模特兒，活躍於時裝表演活動。

## 曾參加選美比賽
- 1965年香港小姐：季軍
- 1967年香港小姐：冠軍
- 1967年環球小姐：前15名